# Infected
Infected – ósmy album studyjny szwedzkiej grupy muzycznej Hammerfall. Wydawnictwo ukazało się 20 maja 2011 roku nakładem wytwórni muzycznej Nuclear Blast. Okładka płyty w przeciwieństwie do poprzednich (prezentujących bohaterskiego rycerza z młotem), wyróżnia się pokazaniem dłoni człowieka zombie, która wyglądem bardzo przypomina okładkę pierwszego albumu zespołu System of a down o identycznej nazwie.

## Lista utworów
1. "Patient Zero" - 6:01
2. "B.Y.H." - 3:47
3. "One More Time" - 4:07
4. "The Outlaw" - 4:10
5. "Send Me a Sign" (cover Pokolgép) - 4:00
6. "Dia De Los Muertos" - 5:07
7. "I Refuse" - 4:32
8. "666 – The Enemy Within"- 4:28
9. "Immortalized" - 3:59
10. "Let's Get It On" - 4:05
11. "Redemption" - 7:02